# Fiesta de la varicela
Se denomina fiesta de la varicela a una actividad social en la que varios niños son deliberadamente expuestos a una enfermedad infecciosa, como la varicela,  para mejorar su sistema inmunitario. Estas fiestas suelen ser organizadas por movimientos antivacunas bajo la premisa de mejorar el sistema inmune de sus hijos contra enfermedades como la varicela, el sarampión (el cual es más peligroso en adultos que en menores) o la gripe. Estas prácticas son muy controvertidas, y están desaconsejadas por las autoridades sanitarias en favor de la vacunación. En los Estados Unidos, si la exposición a los patógenos involucra al Servicio Postal de los Estados Unidos para intercambiar objetos contaminados, la práctica es ilegal.

## Efectividad y riesgo
Los padres que exponen a sus hijos a los virus de esta manera creen que este método es seguro y más efectivo que ser vacunados. Sin embargo los pediatras han advertido sobre los riesgos de las fiestas de la varicela, mencionando los peligros que surgen de posibles complicaciones, como por ejemplo encefalitis, neumonía o escarlatina. Aunque las complicaciones no son comunes, éstas pueden causar daño cerebral e incluso la muerte. Antes de la existencia de la vacuna contra la varicela, en Estados Unidos se producían entre 100 y 150 muertes de menores al año debido a la enfermedad.